# ممش خان
ممش‌ خان هي قرية في مقاطعة خوي، إيران. يقدر عدد سكانها بـ 251 نسمة بحسب إحصاء 2016.